# Diocesi di Tabraca
La diocesi di Tabraca (in latino Dioecesis Thabracensis) è una sede soppressa e sede titolare della Chiesa cattolica.

## Storia
Tabraca, corrispondente alla città di Tabarka nell'odierna Tunisia, è un'antica sede episcopale della provincia romana dell'Africa Proconsolare, suffraganea dell'arcidiocesi di Cartagine.
La città era ricca di edifici cristiani. Tra di essi si distinguono diverse chiese, di cui una, dotata di battistero, identificata con la possibile sede vescovile. Molti mosaici e iscrizioni cristiane sono conservate al museo del Bardo di Tunisi. Innumerevoli sono anche le sepolture trovate negli scavi archeologici, molte delle quali appartenevano a religiose. Tabraca infatti aveva due monasteri, uno maschile ed uno femminile, di cui fu superiora, durante l'epoca vandala, santa Massima, ricordata nel martirologio romano alla data del 16 ottobre, con i martiri Martiniano e Saturiano, che subirono la persecuzione all'epoca del re Genserico.
Sono quattro i vescovi conosciuti di Tabraca. Vittorico partecipò al concilio di Cartagine convocato il 1º settembre 256 da san Cipriano per discutere della questione relativa alla validità del battesimo amministrato dagli eretici, e figura al 25º posto nelle Sententiae episcoporum. Morcelli aggiunge il vescovo Donaziano, che apparterrebbe invece, come documenta Mesnage, alla diocesi di Telepte. Alla conferenza di Cartagine del 411, che vide riuniti assieme i vescovi cattolici e donatisti dell'Africa romana, presero parte il cattolico Rusticiano e il donatista Clarenzio; questi era ancora vivo nel 416 quando prese parte ad un altro concilio. Infine Clarissimo partecipò al concilio bizantino di Cartagine del 646; questo vescovo è attribuito da Morcelli ad un'inesistente sede Tauracinae.
Dal XVIII secolo Tabraca è annoverata tra le sedi vescovili titolari della Chiesa cattolica; dal 12 febbraio 2005 il vescovo titolare è Pedro Joaquín Hernández Cantarero, C.M.F., vicario apostolico del Darién.

## Cronotassi

### Vescovi
- Vittorico † (menzionato nel 256)
- Donaziano ? † (menzionato nel 398)[2]
- Rusticiano † (prima del 411 - dopo il 416)
  - Clarenzio † (menzionato nel 411) (vescovo donatista)
- Clarissimo † (menzionato nel 646)

### Vescovi titolari
- Pierre Brigot, M.E.P. † (22 gennaio 1755 - 8 novembre 1791 deceduto)
- San Jean-Gabriel-Taurin Dufresse, M.E.P. † (24 luglio 1798 - 14 settembre 1815 deceduto)
- Edward Kernan † (6 febbraio 1818 - 19 novembre 1824 succeduto vescovo di Clogher)
- Rémi Gaulin † (10 maggio 1833 - 14 gennaio 1840 succeduto vescovo di Kingston)
- Bernardino di Milia, O.F.M.Cap. † (27 marzo 1884 - 4 giugno 1891 nominato vescovo di Larino)
- Antonin Guillermain, M.Afr. † (12 gennaio 1895 - 14 luglio 1896 deceduto)
- Henri Streicher, M.Afr. † (1º febbraio 1897 - 2 giugno 1933 nominato arcivescovo titolare di Brisi)
- Auguste-Joseph-Marie Cogneau † (23 giugno 1933 - 12 aprile 1952 deceduto)
- Georges Kettel, C.I.C.M. † (24 marzo 1953 - 10 novembre 1959 nominato vescovo di Kabinda)
- Quintino Carlo Bertamo Olwell, C.P. † (19 gennaio 1961 - 30 gennaio 1972 deceduto)
- Antônio Agostinho Marochi † (27 settembre 1973 - 2 febbraio 1976 nominato vescovo di Presidente Prudente)
- Sebastian Acol Dalis † (18 novembre 1987 - 27 ottobre 2004 deceduto)
- Pedro Joaquín Hernández Cantarero, C.M.F., dal 12 febbraio 2005